# Satoshi Kon
Satoshi Kon (jap. 今 敏, Kon Satoshi; * 12. Oktober 1963 in Kushiro, Hokkaidō; † 24. August 2010 in Tokio) war ein japanischer Drehbuchautor und Filmregisseur von Anime. Er zählte zu den wichtigsten Animationsfilmkünstlern Japans.

## Biografie
Kon studierte bis 1986 visuelles Kommunikationsdesign am Musashino College of the Arts. Schon während seiner Studienzeit versuchte er sich als Mangaka (Comic-Zeichner), später als Hintergrund-Zeichner und Drehbuchautor. Durch die Zusammenarbeit mit Katsuhiro Otomo verlagerte sich sein Interesse mehr und mehr hin zu Anime. So arbeitete er unter anderem am Animationsfilm Patlabor 2 – The Movie (1993) von Mamoru Oshii mit.
Kons Karriere als eigenständiger Drehbuchautor und Regisseur begann 1995, als er das Drehbuch für den Anime-Kurzfilm Magnetic Rose schrieb, der als Teil der Kurzfilm-Anthologie Memories veröffentlicht wurde. 1997 realisierte er seinen ersten eigenen Animationsfilm Perfect Blue, 2001 folgte Millennium Actress und 2003 Tokyo Godfathers. 2004 widmete er sich der 13-teiligen Fernsehserie Paranoia Agent, bevor 2006 auf den 63. Internationalen Filmfestspielen von Venedig sein vierter Animationsfilm Paprika Premiere feierte.
Am 24. August 2010 starb Satoshi Kon an Bauchspeicheldrüsenkrebs. Zuletzt arbeitete er an seinem fünften Film Yume Miru Kikai (übersetzt etwa Die Traummaschine), der von Kon als „Roadmovie für Roboter“ beschrieben worden ist. Laut seiner Aussage sollten im Film keine menschlichen Charaktere auftauchen. Er war verheiratet.

## Filmografie
| - 1997: Perfect Blue - 2001: Millennium Actress - 2003: Tokyo Godfathers - 2004: Paranoia Agent (Fernsehserie) - 2006: Paprika - 2008: Ohayō (Kurzfilm, Teil von Ani*Kuri15) - 2011: Yume Miru Kikai | - 1995: Memories (1. Segment Magnetic Rose) - 2001: Millennium Actress (mit Sadayuki Murai) - 2003: Tokyo Godfathers (mit Keiko Nobumoto) - 2006: Paprika (mit Seishi Minakami) - 2011: Yume Miru Kikai |